# Рязановка (Алтайский край)
Ряза́новка — посёлок в Змеиногорском районе Алтайского края России. Входит в состав Барановского сельсовета.

## История
Рязановка была основана в 1890 году. В 1899 году в заимке Рязановской, относившейся к Змеиногорской волости Змеиногорского уезда, имелось 30 крестьянских дворов и проживало 188 человек (90 мужчин и 98 женщин).
По состоянию на 1911 год деревня Рязановка включала в себя 59 дворов. Население на тот период составляло 329 человек. Действовал маслодельный завод.

В 1926 году в посёлке Рязановский имелось 89 хозяйств и проживало 609 человек (291 мужчина и 318 женщин). Функционировала школа I ступени. В административном отношении Рязановский являлся центром сельсовета Змеиногорского района Рубцовского округа Сибирского края.

## География
Посёлок находится в южной части Алтайского края, у южного подножия Колыванского хребта, на правом берегу ручья Басиновский (Басиновский Ключ), вблизи места впадения его в реку Большая Гольцовка (бассейн реки Обь), на расстоянии примерно 10 километров (по прямой) к юго-юго-востоку (SSE) от города Змеиногорск, административного центра района. Абсолютная высота — 384 метра над уровнем моря.

Климат умеренный, континентальный. Средняя температура января составляет −15,1 °C, июля — +19,2 °C. Годовое количество атмосферных осадков — 650 мм.

## Население
| 1997 | 1998 | 1999 | 2000 | 2001 | 2002 | 2003 |
| ---- | ---- | ---- | ---- | ---- | ---- | ---- |
| 28   | ↘24  | ↗30  | ↘23  | ↘22  | ↘20  | →20  |
| 2004 | 2005 | 2006 | 2007 | 2008 | 2009 | 2010 |
| ↘18  | ↘14  | ↘12  | ↘9   | ↗16  | ↘15  | ↘9   |
| 2011 | 2012 | 2013 |      |      |      |      |
| ↗10  | ↘9   | ↘8   |      |      |      |      |

Согласно результатам переписи 2002 года, в национальной структуре населения русские составляли 100 % из 16 человек.

## Улицы
Уличная сеть посёлка состоит из одной улицы (ул. Рязановская).